# Masa (maïs)
Pour les articles homonymes, voir Masa.

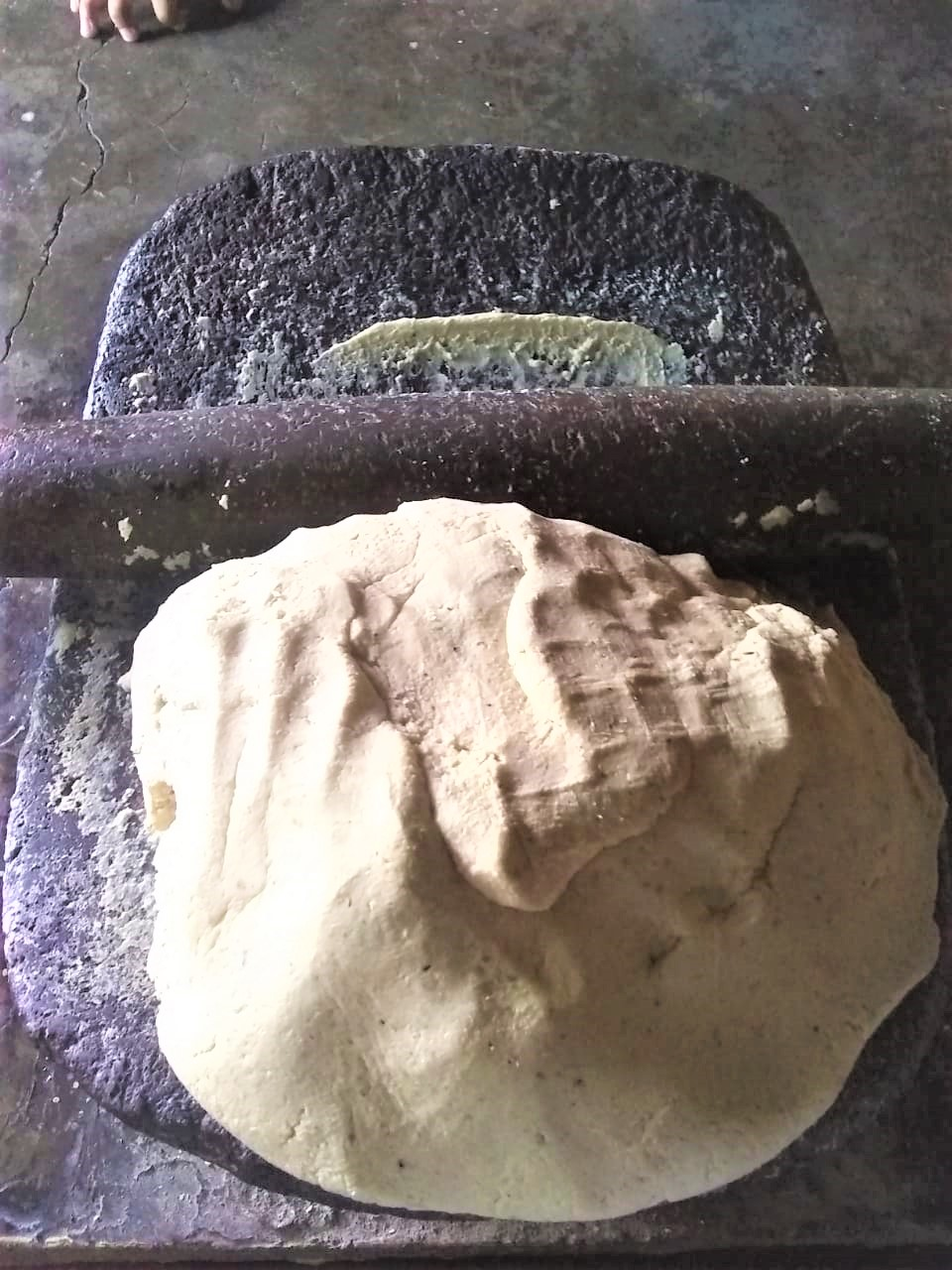
Une boule de masa sur un métate.

La masa est une pâte obtenue à partir de grains de maïs cuits à l’eau en solution basique  (dont le pH a généralement été augmenté avec de la chaux éteinte de qualité alimentaire) puis broyés. Cette pâte est consommée au Mexique et dans les régions voisines.

## Vocabulaire
Plus précisément, masa est le terme espagnol pour pâte. Dans le contexte des Amériques, c'est une forme courte pour masa de maíz, une pâte de maïs fabriquée à partir de hominy de maïs (nixtamal). On l'utilise dans la fabrication des tortillas, tamales, pupusas, arepas et autres plats de la cuisine latino-américaine (en) ou de la cuisine amérindienne.
Masa de trigo est le terme espagnol pour la pâte de farine de blé. On l'utilise également pour fabriquer des tortillas de blé ainsi que d'autres pains et pâtisseries à partir de cette farine.

## Fabrication

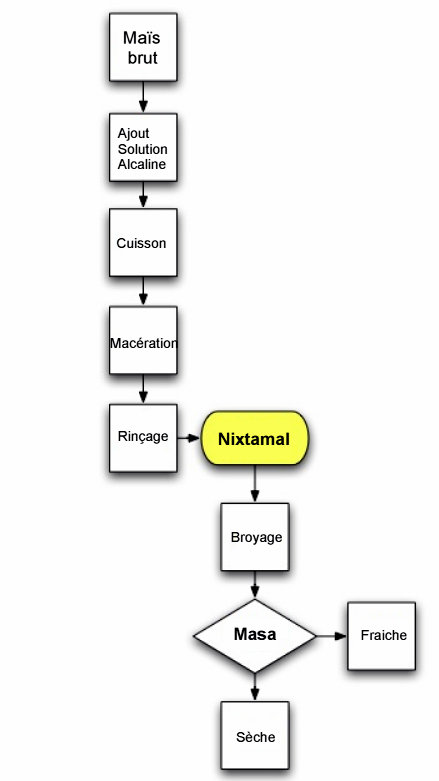
Procédé de fabrication du masa à partir du maïs.

La fabrication du hominy est appelée nixtamalisation : les grains de maïs séchés sont trempés et cuits dans une solution alcaline, habituellement de l'eau de chaux (ou plus traditionnellement un mélange de cendres de bois et d'eau), ce qui fragilise la coque externe transparente, le péricarpe. La solution très alcaline facilite la dissolution de l'hémicellulose, le composant principal des parois cellulaires du maïs, lequel a les propriétés typiques de la colle. D'autres phénomènes font également que des corps gras ainsi que des protéines sont émulsifiés ou liés à des polysaccharides. Ceci fait que bien que la farine de maïs élaborée à partir de maïs non traité n'est pas apte à former une pâte, les réactions chimiques impliquées dans la fabrication de la masa permettent quant à elles à cette farine d'être façonnée en pâte, par exemple sous forme de tortillas.
La première mention de nixtamalisation a été retrouvée dans la région de l'actuel Guatemala et a été datée vers 1500-1200 ans av. J.-C..

## Utilisation
Sous forme de poudre séchée, il s'agit de la masa harina, masa de harina et parfois maseca, du nom d'une marque commerciale. On la réhydrate avant usage.
En Amérique centrale et en cuisine mexicaine, la masa nixtamalera est cuite avec de l'eau et du lait pour obtenir un breuvage épais, semblable au gruau, appelé atole. Avec du chocolat et du sucre, c'est l'atole de chocolate. L'addition d'anis vert et de panela à ce mélange crée le champurrado, une boisson populaire pour le petit déjeuner.

## Nutrition
En plus de fournir une source de calcium dans l'alimentation, l'eau de chaux réagit avec le maïs de telle façon qu'elle rend la vitamine B3 assimilable lors de la digestion. La nixtamalisation du maïs prévient ainsi le risque de pellagre, maladie résultant d'une carence en vitamine B3.